# Bażowskaja
Bażowskaja (ros. Бажовская) – planowana stacja jedynej linii znajdującego się w Jekaterynburgu systemu metra.

## Plany
Prace nad stacją rozpoczęły się jeszcze w latach dziewięćdziesiątych XX wieku. Po zakończeniu przygotowań, w 1997 roku, ruszyły prace nad budową – zmieniono wtedy organizację ruchu na pobliskich ulicach oraz przemodelowano rozkład sieci tramwajowej. Planowano wówczas, że stacja zostanie oddana do użytku w 2000 roku. Wkrótce jednak rozpoczęły się problemy z budową metra w mieście. Federację Rosyjską dotknął kryzys ekonomiczny, firmy nie były w stanie wypłacać pensji robotnikom, brakowało środków na materiały, de facto prace na tym odcinku zostały z przyczyn ekonomicznych zawieszone. 10 stycznia 2003 roku władze miasta zdecydowały o zmianie w planach rozwoju sieci metra w Jekaterynburgu. Oficjalnie zdecydowano nie wracać do budowy Bażowskajej, a skoncentrować się na stacjach Czkałowskajej i Botaniczeskajej. W kolejnych latach prowadzono na tym terenie drobne prace wiertnicze, związane m.in. z poprawianiem przepustowości tuneli, wymianą technologii, ale nie miały one wiele wspólnego z jednoznacznym powrotem do budowy stacji. Miasto nie dysponowało środkami by budować trzy stacje jednocześnie, więc wznowienie konstrukcji nie było przewidywane w kolejnych latach.
W marcu 2011 roku władze Jekaterynburga ogłosiły, że po udostępnieniu dla ruchu pasażerskiego stacji Czkałowskajej i Botaniczeskajej możliwy jest powrót do budowy Bażowskajej. Przewidywano, że nie będzie to zbyt skomplikowane, z uwagi na fakt, że tunele są już wydrążone a podstawowe prace zostały wykonane już kilka lat wcześniej. Potrzeba byłoby jedynie zbudować sam terminal umożliwiający obsługę pasażerów. Na początku 2012 roku przedstawiciele zarządu metra i władz podały do wiadomości, że nie ma w tej chwili pieniędzy w budżecie miasta na sfinalizowanie budowy Bażowskajej. Ukończenie stacji to wciąż kwestia przyszłości i nie można w tej chwili określić kiedy ono nastąpi.